# Ле Пјаф
Ле Пјаф (Врабац) француски је петоминутни цртани филм аутора Дана Салеа. Главни лик филма је жути врабац фрустриран бесмислом живота. Музичку нумеру на шпици филма компоновао је Паскал Филипи, а интерпретатор је Патрик Вијо.  Серијал Ле Пјаф је произвела продуцентска кућа Films CDC, а прва епизода је емитована 1987. 